# П'єр Бейль
П'єр Бе́йль (фр. Pierre Bayle; 18 листопада 1647 — 28 грудня 1706) — французький філософ, літератор, видавець, викладач.

## Життєпис. Ранні роки
Походив з родини гугенотів (французьких протестантів). Первісну освіту отримав вдома від батька пастора. Освіту продовжив у релігійній школі в Пюїлорані, де ревним прагненням пізнати якомога більше підірвав власне здоров'я. Його відправили до родичів у село, де випадково знайшлась непогана бібліотека. Підліток багато читав, надаючи перевагу творам письменника Монтеня, що надало напрям його роздумам і діяльності надалі.
В юнацькі роки розпочались його ідейні та релігійні пошуки, що ненадовго привело його в лоно католицизму. У 21-річному віці він навчався в католицькому колежі міста Тулуза і перейшов у католицизм. Власна прихильність до католицизму на той період призвела до місіонерських атак на рідного брата-гугенота і проповідника в рідному місті. Але П'єр Бейль наштовхнувся на логічні тези протестантської родини, де пам'ятали релігійну війну у Франції і спрямованість на повне знищення протестантизму в країні. Цього виявилось достатньо і П'єр Бейль покинув католицький табір.

## Вимушені мандри, Седанська академія і нова батьківщина
Аби уникнути відлучення від могутньої тоді церкви, перебрався жити у франкомовну Женеву, а потім у Коппе (Швейцарія). В останньому став вихователем дітей графа фон Дона. Сам багато читав і прийшов до творів Рене Декарта, котрий став улюбленим його автором. Відсутність перспектив і безгрошів'я примусили його повернутись у Францію, де він оселився у місті Руан, а згодом у Парижі. 1675 року отримав кафедру філософії в місті Седан, в герцогстві Лотарингія, де діяльно працював викладачем до 1681 року, коли була ліквідована протестантська Седанська академія. Лотарингія не належала ще тоді королівській Франції і формально входила до складу Священної римської імперії германської нації. Про повернення у католицьку Францію вже не йшлося. Разом із більшістю французів-протестантів емігрував у Голландію. У жовтні 1681 року отримав посаду викладача філософії в щойно заснованій середній школі (Scholastic illustris) міста Роттердам. Згодом Голландія стала його новою батьківщиною.

## Комета 1680р. і полеміка щодо забобонів
У країнах Європи серед неосвіченого народу галасу і тривоги наробила поява комети 1680 р. Як науковець П'єр Бейль вирішив не залишатися осторонь і виступив проти забобонів. Почав працювати над «Листом про комету 1680 р.» (Lettre sur la Comète de 1680), котрий оприлюднив 1682 року. Тема зачепила і самого науковця, тому він знову повернувся до неї 1683 року, створивши «Декілька думок щодо комети 1680 р.» П'єр Бейль наважився говорити про непродуктивність забобонів щодо комет та «про необхідність науки постійно і критично переглядати всі наукові здобутки». У книзі «Декілька думок щодо комети 1680 р.» йдеться як про невизнання забобонів, так і про події в політиці, історії, про проблеми в богослов'ї, етиці, філософії. Книга мала успіх, особливо в Голландії та у Франції, де твір був заборонений королівською владою, що тільки загострило цікавість до видання.

## Захист протестантизму (полеміка з єзуїтом Маймбургом)
У черговий раз П'єр Бейль не витримав, коли познайомився з друкованою історією кальвінізму (гілки протестантизму), створеною єзуїтом Маймбургом, палким ворогом кальвінізму та Реформації взагалі, яку подав як злочинну і непотрібну. Запальній Бейль за п'ятнадцять днів написав «Критику історії кальвінізму Маймбурга» («Critique générale de l'histoire du Calvinisme de Maimburg»), котра викликала зацікавленість і навіть була уважно вивчена Маймбургом. Але новий полемічний твір протестанта П'єра Бейля був засуджений у католицькій Франції та спалений рукою ката через неможливість так само покарати автора. Скандал щодо нового твору Бейля підвищив попит на видання, котре незабаром перевидали тричі. Несподівано ворогом П'єра Бейля став і богослов П'єр Жур'є (Pierre Jurieu), котрий теж створив власну критику на твір Маймбурга, який ганьбив кальвінізм, але твір був надрукований пізніше і обдарованість Жур'є не йшла в порівняння з обдарованістю Бейля. Сам Бейль використав відносну свободу книгодрукування в Голландії і підготував до друку низку заборонених у Франції видань, серед яких і декілька творів про Рене Декарта, які знайшли своїх читачів.

## Видання «Новини республіки розумників»
1684 року П'єр Бейль розпочав видавати періодичну газету «Новини республіки розумників» (Nouvelles de la république des lettres). У Європі набули моці нові процеси після того, як християнська спільнота в ній назавжди розкололась на католицизм і протестантизм. А європейські розумники відтоді почали ідентифікувати себе не стільки за причетністю до християнства як такого, а й «за колом причетності до загальноєвропейської культури». Бейль — виходець з монархічної Франції, що перебувала в лоні католицизму, розумів під літераторами і розумників, і науковців, і філософів), підкресливши назвою, що головуватимуть у новій європейській спільноті — не король, а розумники. Звідси в назві — «республіка».
«Новини республіки розумників» теж мали успіх, але зміцнили власні позиції і вороги вільнодумця П'єра Бейля. Особливо метушився Жур'є, колега Бейля ще за часів Седанської академії і теж емігрант до Роттердаму, де був пастором. Бейль пішов власним шляхом і видав (ніби то переклад з англійської) книгу «Філософські коментарі на слова Євангелія „переконай прийти“…» («Commentaire philosophique sur ces paroles de l'Evangile: Contrains-les d'entrer»), де мужньо захищав віротерпимість — при умові неконфліктного співіснування різних релігійних громад. Але в Голландії набули моці процеси ворожого ставлення як до католицизму, так і до атеїзму. Звинувачення в релігійній байдужості, відходу від кальвінізму і навіть атеїзмі використали ідейні вороги Бейля, хоча він не був атеїстом. Усе годилося, вся міць полеміки і брехні, аби повалити полеміста-противника і поруйнувати його кар'єру. Це вдалося: керівництво школи повірило наклепу і 1693 року Бейля позбавлено посади професора. Аби добити поваленого, Бейлю заборонили викладацьку діяльність навіть приватно.

## Останні роки життя

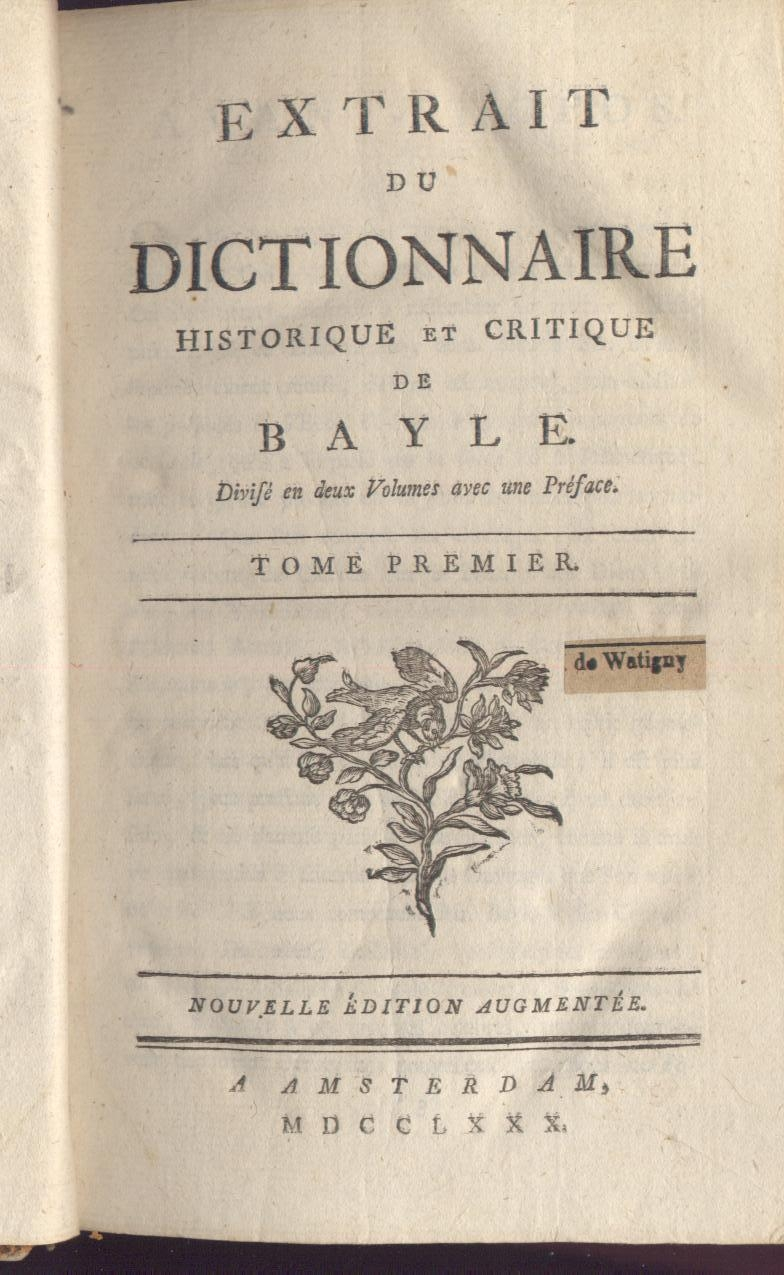
«Історичний та критичний словник», 1-й том.

Заборонити викладати — це не заборонити думати і творити. П'єр Бейль, позбавлений викладацької діяльності, використав вільний час для написання давно запланованого твору «Історичний та критичний словник» (Dictionnaire historique et critique). Перше видання оприлюднили в двох томах 1696 року в Роттердамі, де вперше подали і повне ім'я автора. На створення подібного енциклопедичного видання (словник — розповсюджена тоді назва енциклопедичних видань) Бейля наштовхнув «Великий історичний словник» Луї Морері, виданий 1674 року в місті Ліон. П'єр Жур'є не заспокоївся, ганьбив нове видання Бейля і примусив консисторію покарати автора знову за уважне ставлення до деяких атеїстів в «Історичному та критичному словнику» та за критичне ставлення до біблійного царя Давида, авторитет котрого вважав недоторканим. Під тиском консисторії Бейль обіцяв відцензурувати видання, але викинув не те, що бажали П'єр Жур'є та консисторія. Хмари згустилися над вільнодумним автором знову, а його нові твори збільшили кількість його ворогів, котрі почали чавити письменника вже як ворога протестантизму і як ворога його нової батьківщини, що було вже занадто…
П'єр Бейль помер 28 грудня 1706 року. (П'єр Жур'є пережив його на 5 з половиною років і помер 1713 року).

## Філософська спрямованість творів
Філософія Бейля спрямована проти церкви, теології і схоластики. Бейль вважав несумісними віру і розум, релігію і науку. Критикуючи метафізику, Бейль розчищав ґрунт для розвитку у Франції ідей Просвітництва і матеріалізму.
Основна праця Бейля — «Історичний і критичний словник».

## Увічнення пам'яті
На його честь названо астероїд 11946 Бейль.